# Sredska
Sredska (Bulgaars: Средска) is een dorp in Bulgarije. Het dorp is gelegen in de gemeente Tsjernootsjene, oblast Kardzjali. Het dorp ligt 21 km ten noorden van Kardzjali en 184 km ten zuidoosten van de hoofdstad Sofia.

## Bevolking
Het dorp is nagenoeg verlaten. Op 31 december 2020 werden er nog slechts 8 inwoners in het dorp Sredska geregistreerd door het Nationaal Statistisch Instituut van Bulgarije.
| Bevolkingsontwikkeling tussen 1934 en 2020          |
| --------------------------------------------------- |
|                                                     |
| Bron: Nationaal Statistisch Instituut van Bulgarije |

In het dorp wonen uitsluitend Bulgaarse Turken. In de volkstelling van 2011 identificeerden alle 18 inwoners zichzelf met de "Turkse etniciteit".
| Etnische samenstelling van de respondenten (2011) | Etnische samenstelling van de respondenten (2011) | Etnische samenstelling van de respondenten (2011) | Etnische samenstelling van de respondenten (2011) | Etnische samenstelling van de respondenten (2011) |
| ------------------------------------------------- | ------------------------------------------------- | ------------------------------------------------- | ------------------------------------------------- | ------------------------------------------------- |
|                                                   |                                                   |                                                   |                                                   |                                                   |
| Bulgaren                                          | Bulgaren                                          |                                                   | 0,0%                                              | 0,0%                                              |
| Turken                                            | Turken                                            |                                                   | 100,0%                                            | 100,0%                                            |
| Roma                                              | Roma                                              |                                                   | 0,0%                                              | 0,0%                                              |
| Anders/Onbekend                                   | Anders/Onbekend                                   |                                                   | 0,0%                                              | 0,0%                                              |

Van de 18 inwoners die in februari 2011 werden geregistreerd, was er één jonger dan 15 jaar oud (5,6%), 3 inwoners waren tussen de 15-64 jaar oud (16,7%), terwijl er 14 inwoners van 65 jaar of ouder werden geteld (77,8%).